# Muchu Gimbatowitsch Alijew
Muchu Gimbatowitsch Alijew (awarisch МухӀу ГӀалиев; * 6. August 1940 in Tanussi, Dagestanische ASSR, Sowjetunion) ist ein russischer Politiker und ehemaliger Präsident der russischen Teilrepublik Dagestan.
Der Aware Muchu Alijew studierte bis 1962 an der Abteilung für Dagestanische Philologie der Philologischen Fakultät der Staatlichen Dagestanischen Universität (DGU) in Machatschkala und arbeitete danach als Lehrer und Schuldirektor. Von 1964 bis 1966 war er in Organen des kommunistischen Jugendverbandes Komsomol an der DGU tätig. Danach war er Aspirant der Philosophischen Fakultät und promovierte. 1969 wurde Alijew Erster Sekretär des Komsomol der Stadt Machatschkala, 1972 Erster Sekretär der örtlichen Organisation der KPdSU im Stadtteil Sowetski von Machatschkala. 1985 wurde Alijew Leiter der Abteilung für Organisation und Kaderarbeit und 1990 Parteichef des Dagestanischen Zweigs der KPdSU. Nach dem Zusammenbruch der Sowjetunion und der Auflösung der Kommunistischen Partei war Alijew zunächst stellvertretender Vorsitzender und dann Vorsitzender des Dagestanischen Obersten Sowjets und ab 1995 der Dagestanischen Volksversammlung. Er blieb in diesem Amt bis 2006. In diesem Jahr wurde er als Nachfolger Magomedali Magomedows zum Präsidenten der Republik Dagestan gewählt. 2010 wurde Alijew durch Magomedows Sohn Magomedsalam Magomedow abgelöst.